# Dalbergia cucullata
Dalbergia cucullata är en ärtväxtart som beskrevs av Henri François Pittier. Dalbergia cucullata ingår i släktet Dalbergia, och familjen ärtväxter. Inga underarter finns listade i Catalogue of Life.